# Tour du Doubs 2015
Il Tour du Doubs 2015, trentesima edizione della corsa, valido come prova di classe 1.1 dell'UCI Europe Tour 2015 e come prova della Coppa di Francia, si svolse il 13 settembre 2015 su un percorso di 177 km tra Les Fins e Pontarlier, nella Franca Contea. Fu vinto dall'argentino Eduardo Sepúlveda, che terminò la gara in 4h20'48", alla media di 45,285 km/h, seguito dai francese Julien Loubet e Rudy Molard riespettivamente secondo e terzo.
Partenza da Les Fins con 125 ciclisti, dei quali 101 tagliarono il traguardo a Pontarlier.

## Squadre e corridori partecipanti
| N. | Cod. | Squadra                    |
| -- | ---- | -------------------------- |
| -  | ALM  | AG2R La Mondiale           |
| -  | AUB  | Auber 93                   |
| -  | BSE  | Bretagne-Séché             |
| -  | BUR  | Burgos BH                  |
| -  | COF  | Cofidis, Solutions Crédits |
| -  | ADT  | Armée de Terre             |
| -  | FDJ  | FDJ                        |
| -  | FRA  | Selezione francese         |

| N. | Cod. | Squadra                 |
| -- | ---- | ----------------------- |
| -  | MUR  | Murias Taldea           |
| -  | ROT  | Roth-Skoda              |
| -  | RLM  | Roubaix-Lille Métropole |
| -  | SUI  | Selezione svizzera      |
| -  | CCD  | Differdange-Losch       |
| -  | EUC  | Team Europcar           |
| -  | M13  | Team Marseille 13-KTM   |
| -  | WBC  | Wallonie Bruxelles      |

## Ordine d'arrivo (Top 10)
| Pos. | Corridore         | Squadra        | Tempo    |
| ---- | ----------------- | -------------- | -------- |
| 1    | Eduardo Sepúlveda | Bretagne       | 4h20'48" |
| 2    | Julien Loubet     | Delko          | a 29"    |
| 3    | Rudy Molard       | Cofidis        | s.t.     |
| 4    | Romain Combaud    | Armée de Terre | s.t.     |
| 5    | Julien Antomarchi | Roubaix        | s.t.     |
| 6    | Pierre Gouault    | Auber 93       | a 52"    |
| 7    | Tom Dernies       | Wallonie       | s.t.     |
| 8    | Jerome Mainard    | Armée de Terre | s.t.     |
| 9    | Alexandre Geniez  | FDJ            | a 1'00"  |
| 10   | Romain Guillemois | Europcar       | s.t.     |